# Kuitun
Cette page contient des caractères spéciaux ou non latins. S’ils s’affichent mal (▯, ?, etc.), consultez la page d’aide Unicode.
Kuitun (奎屯 ; pinyin : Kuítún ; ouïghour : كۈيتۇن ; Küytun) est une ville de la région autonome du Xinjiang (Turkestan) en Chine, au sud-ouest de la Dzoungarie. C'est une ville-district placée sous la juridiction de la préfecture autonome kazakhe d'Ili. Un de ses districts (le nouveau district de Tianbei) est administré directement par le Corps de construction et de production du Xinjiang (Bingtuan).

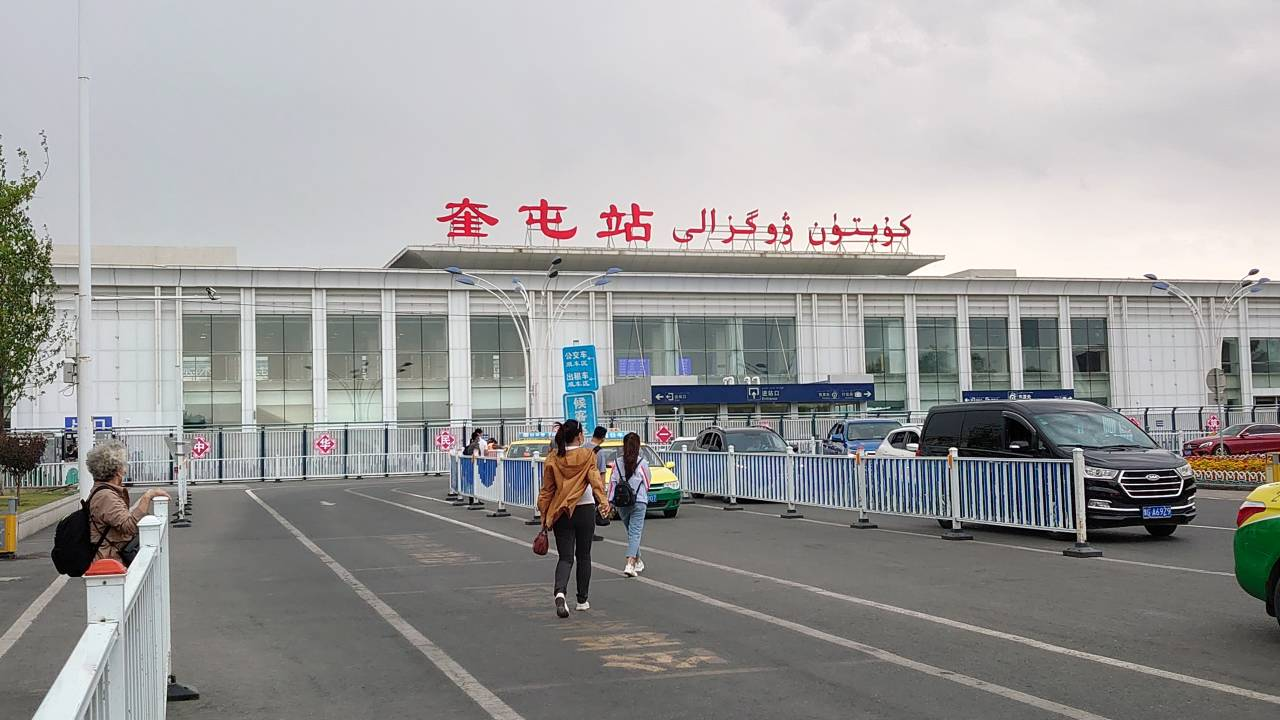
Gare de Kuytun

## Démographie
La population du district était de 263 947 habitants en 1999.